# مؤتمر الحسابية وعلم أحياء الأوميكس لصغار الباحثين الآسيويين
مؤتمر الحسابية وعلم أحياء الأوميكس لصغار الباحثين الأثيويين (AYRCOB) هو سلسلة من المؤتمرات تقام من أجل صغار الباحثين والطلاب الذين يجرون أبحاثهم في مجال الحسابية، وأنظمة علم الأحياء في أسيا. الهدف الرئيسي من المؤتمر هو تعزيز التبادل الدولي بين شباب الباحثين في أسيا، وتقديم محاضرات الباحثين القادة.
واحدة من أهم الصفات المميزة للمؤتمر هي أنه يتم تنظيمه من خلال صغار الباحثين انفسهم (الطلاب الخريجون وما بعد الدكتوراة).
و قد منحت جامعة توكيو جائزة عميد كلية الدراسات العليا في علوم الحدود لللجنة في عامي 2009 و2011 على التوالي للأداء الرائع للطلاب.